# Sławatycze
Sławatycze (deutsch Schlawatitz) ist ein Dorf sowie Sitz der in gleichnamigen Landgemeinde im Powiat Bialski der Woiwodschaft Lublin in Polen. Es liegt direkt an der Grenze zu Belarus mit einem internationalen Grenzübergang.

## Geschichte
Das Gebiet gehörte zum Fürstentum Halytsch-Wolhynien in der Kiewer Rus und wurde im 14. Jahrhundert vom Großfürstentum Litauen erobert.
1499 wurde der Ort erstmals erwähnt. 1566 bekam er Stadtrecht nach Magdeburger Recht, er gehörte in dieser Zeit zur Woiwodschaft Brest.
1617 gründete der Starost Raphael Leszczyński unweit von hier eine evangelisch-reformierte (calvinistische) Gemeinde Neudorf-Neubrow, deren Kirche 1650 während des Kosaken-Aufstandes zerstört wurde.
Seit 1795 gehörte Schlawatitz zu Österreich, seit 1815 zu Russland.
1919 wurde es Teil der Zweiten Polnischen Republik.

## Gemeinde
Zur Landgemeinde (gmina wiejska) Sławatycze gehören 12 Ortschaften mit einem Schulzenamt (sołectwo).